# Bataille de Sulzbach
Ne doit pas être confondu avec Bataille de Salzbach en 1675.
Première Coalition
Batailles
La bataille de Sulzbach qui se déroule le 2 fructidor an IV (19 août 1796), près de Sulzbach en Bavière, oppose l'armée Française à l'armée Impériale. 

## Contexte
Les armées françaises, brûlant de combattre les impériaux, leur présentaient en Italie et sur le Rhin le front le plus menaçant.
 L'armée de Sambre-et-Meuse, sous les ordres du général Jourdan, comblée de succès, put accélérer sa marche et se trouver vers le milieu de l'été près
de Sulzbach, sur les confins de la Franconie et du Haut-Palatinat. 
L'avant-garde de cette armée était commandée par le général Colaud ; elle marcha le 17 août vers Hersbruck, pour y prendre la route qui conduit à Sulzbach. Ce pays, extrêmement escarpé, tout environné de montagnes, couronnées et couvertes de sapins très épais, offre non seulement un aspect sauvage, mais un abord difficile, à peine y trouve-t-on au milieu de toutes ses sinuosités un seul défilé d'environ quatre cents mètres de largeur, qui soit le seul passage praticable pour l'artillerie. Sulzbach est à trois myriamètres d'Hersbruch. Les postes avancés des impériaux étaient à un myriamètre de Sulzbach ; ils s'étaient placés dans un bois qui borde la route.

## Préambule
Les Autrichiens, voyant s'approcher l'instant de se mesurer avec les Français, s'étaient emparés d'une petite plaine pour y faire toutes leurs dispositions militaires, et y attendre l'armée française avec plus de sécurité. Celte plaine est fermée dans le fond par des bois, auprès desquels les impériaux avaient placé çà et là quelques escadrons de cavalerie avec de l'artillerie, afin de garantir et défendre leur flanc droit en cas d'attaque. Leur gauche était formée sur une éminence sur laquelle passe la route ; de ce point on domine et l'on peut découvrir à un demi-myriamètre l'ennemi qui s'en approcherait ; c'est là que les impériaux avaient également mis de l'artillerie en position. Ils avaient disséminé des tirailleurs, sur les endroits du coteau, qui, n'étant point défendus par la nature, laissaient une entrée libre vers la plaine. Il fallait donc, pour arriver jusqu'à eux, essuyer le feu des tirailleurs, celui de l'artillerie placée sur la route, et de l'infanterie qui occupait le front du bois. Dans cette position formidable, les Autrichiens attendaient les Français.

## Déroulement
Le général Ney, commandant l'avant-garde de l'armée française, ayant fait toutes ses observations, et connaissant parfaitement les dispositions de l'ennemi, se met en devoir de
l'attaquer; en conséquence, il ordonne d'emporter le bois à la baïonnette, fait gravir au même instant avec impétuosité les flanqueurs de droite pour étonner et détourner tout à la fois l'attention de l'ennemi de l'attaque principale. En effet, au même instant, et sur tous les points, les feux de l'attaque la plus vive lançaient la mort sur tous les rangs. En vain le général Hohenlohe soutient la bravoure de ses troupes par son exemple et sa présence ; en vain le front et les flancs de son armée vomissent un feu terrible et soutenu. Les Français n'en sont point étonnés, ni arrêtés ; ils entrent dans le bois avec intrépidité. Les impériaux ne peuvent résister à la vivacité de ce choc ; elle est telle qu'elle répand l'effroi parmi les soldats autrichiens. Ce choc est si terrible, qu'ils se débandent et prennent la fuite. Le prince de Hohenlohe se jette au milieu d'eux pour les rallier; ses soldats n'entendent plus sa voix. La frayeur et le désordre sont au comble : l'épouvante les a saisis.
Le général Ney, ne négligeant aucune des circonstances de cette terreur, qu'a su jeter l'impétuosité française profite de l'instant pour obtenir une victoire aussi complète que prompte. Le général Ney poursuit si vivement le prince de Hohenlohe, que bientôt le prince ne doit son salut qu'à la fuite. Le champ de bataille reste aux Français; ils occupent entièrement la petite plaine, le bois et une partie de la grande route : la surface de ce terrain peut être évaluée à trois quarts de lieue; mais l'ennemi, conservant toujours une position
avantageuse, croit pouvoir disputer encore la victoire, surtout en voyant les difficultés locales se multiplier aux approche de Sulzbach, et, soutenu par de nombreux renforts, il marche au-devant des Français.
Cette nouvelle attitude de la part des impériaux force le général Jourdan à changer ses premières dispositions, et, pour soutenir son avant-garde, le général Colaud reçoit l'ordre d'avancer le corps de bataille formé de sa division. Le général Grenier est chargé de tourner la position de l'ennemi en pénétrant dans l'épaisseur des bois situés au-delà de sa gauche, et, pour cerner entièrement les Autrichiens vers leur droite, le général Lefebvre eut ordre de faire marcher au même instant sa division vers Neukichen. Tandis que les généraux français accéléraient les nouveaux mouvements de leurs troupes, le général Ney, se trouvant soutenu par ces nouvelles positions, poursuit ses avantages avec une nouvelle ardeur.
En avançant vers Sulzbach ,
le terrain présente des difficultés qui ne font ce semble qu'irriter le courage des deux armées ; à chaque pas on rencontre tour-à-tour des bois et des ravins dont le pays est couvert, à peine peut-on tenir de pied ferme sur quelques petits intervalles de terrain plat entrecoupés de bois. C'est sur ce point que l'action continue avec un acharnement égal et chaque bois est ainsi disputé pied à pied. Cependant, les Autrichiens durent rendre grâces aux obstacles dont ce terrain est hérissé ; les Français ne purent déployer leur vivacité ordinaire, et le corps d'armée autrichienne ne pouvant être tourné assez vite par les Français, il put se dérober dans ce moment à leur poursuite, et venir se concentrer sur sa dernière position, plus forte encore que toutes les précédentes.
Cette position était sur un plateau formé par un rocher élevé très-escarpé, même inaccessible vers son front et en avant de Sulzbach; ce rocher, d'ailleurs couvert de bois, peut recevoir sur son plateau cinq à six cents hommes ; des détachements d'artillerie et de mousqueterie défendaient ses flancs. La grande route qui conduit à Sulzbach est située sur le flanc gauche du rocher ; une pente douce et couverte de sapins donne la facilité de monter de ce côté sur le plateau. Tout auprès du rocher à gauche, on voit une petite plaine entourée de bois ; un seul défilé très-étroit, auprès duquel étaient les Français, leur donnait l'unique moyen d'aborder ce plateau, au milieu duquel est un hameau entouré d'arbres et de haies. Le général Jourdan remarqua que les Autrichiens négligeaient d'occuper ce hameau, ainsi que la partie du bois sur leur gauche au-delà de la plaine , et, profitant de cette faute, il envoya l'ordre au général Olivier de faire occuper la lisière du bois par sa brigade, et il ordonna aussi au général Ney d'envoyer quelques détachements d'infanterie dans le hameau. Les
impériaux instruits, mais trop tard, de cette dernière manœuvre des Français, se hâtèrent d'envoyer des troupes et de l'artillerie vers le bois.
Les Français y étaient déjà ; on disputa cette lisière du bois, l'attaque fut si vive et le feu de la brigade du général Olivier si bien nourri, que les Autrichiens furent repoussés et forcés de se replier sur le rocher, où ils paraissaient compter sur un point de retraite pour se rallier et continuer le combat : c'était le hameau vers lequel ils couraient s'appuyer, mais, ô surprise ! les Français s'y étaient
jetés. L'ennemi, presque déconcerté par l'activité qu'avaient déployée les Français, par l'occupation précipitée de ces postes, envoie trois escadrons de Latour, pour charger un escadron de chasseurs que le général Ney avait fait marcher
vers cet endroit. Les chasseurs français se retirent insensiblement sur le hameau, déjà occupé. Les trois escadrons de Latour, voyant l'escadron de chasseurs français exécuter une feinte retraite vers le hameau, s'avancent intrépidement pour le charger, et sont reçus à vingt pas par le feu de l'infanterie légère. En un instant les Français ont mis la déroute dans les rangs ennemis, qui sont jonchés de leurs morts, et dont les restes se replient précipitamment. 
Le soleil était sur son déclin, et l'acharnement était encore égal des deux parts sur le long du rocher ; mais les Français, maîtres de la plaine, y avaient amené de l'artillerie, il leur manquait d'en faire autant sur le flanc gauche des impériaux, qui était dominé et défendu par les hauteurs que l'ennemi occupait. Pour obvier a cet inconvénient, les grenadiers français, couverts par le roc qui avance et leur sert de pavois, tentent d'escalader le coté inaccessible. Leurs efforts et leur courage sont vains ; le roc leur refuse son appui, ces braves roulent au pied du rocher avec les parties qui, en se détachant de la masse, restent dans les mains qui s'y étaient cramponnées. Déjà la nuit répandait par-tout son ombre, et l'horreur du combat dans son obscurité semblait irriter davantage les combattants. Chaque parti semblait douter encore
auquel des deux le sort des combats réservait la victoire. Cependant le général Lefebvre, arrivé depuis l'entrée de la nuit, décide du sort de cette journée : il avait pénétré sur les hauteurs de la gauche que l'ennemi défend avec opiniâtreté jusqu'au milieu de la nuit ; à onze heures le feu se soutenait avec la même ardeur. Une partie des troupes légères de l'ennemi était restée sur les glacis de Sulzbach, qui sont séparés du rocher par un ravin profond, et semblent présenter une position inexpugnable. Les troupes autrichiennes qui défendaient le rocher, voulant se rallier aux troupes légères restées sur le glacis de la ville, en bravent les dangers en suivant pour cette jonction la grande route qui conduit à Sulzbach. Mais enfin le sort des armes décide en faveur des Français sur cette grande route même ; une partie des impériaux est taillée en pièces : ceux qui en restent sont faits prisonniers.

## Conséquences
Les corps dont on avait empêché la jonction font leur retraite à la faveur de la nuit. Le général Lefebvre, s'étant emparé des hauteurs, arrêta sa poursuite, et fit bivouaquer ses troupes sur le champ de bataille.